# Graham Booth
Graham Booth (Paignton, 29 marzo 1940 – 15 dicembre 2011) è stato un imprenditore e politico britannico dell'UKIP, europarlamentare dal 2002 al 2008.

## Biografia
Ha conseguito l'istruzione secondaria. Nella seconda metà degli anni '50 è stato impiegato presso la Lloyds Bank. Nel 1960 ha iniziato a gestire la propria attività come proprietario di un hotel.
È stato coinvolto nelle attività del Partito per l'Indipendenza del Regno Unito (UKIP) ed è stato (dal 2000 al 2002) vice leader. Nel 1999 ha corso senza successo per il Parlamento europeo. È entrato in carica, tuttavia, nel dicembre 2002 e si è unito al Gruppo per l'Europa delle Democrazie e delle Diversità. Nel 2004 ha ottenuto la rielezione per conto dell'UKIP. Nella VI legislatura, si è unito al Gruppo Indipendenza e Democrazia, ha lavorato nella commissione per lo sviluppo regionale e poi nella commissione per il commercio internazionale. Si è dimesso nel settembre 2008, è stato sostituito da Trevor Colman.